# USS Whidbey Island (LSD 41)
A USS Whidbey Island (LSD 41) az Egyesült Államok haditengerészetének partraszállító dokkhajója, a Whidbey Island osztály első, névadó egysége. A hajó nevét a Washingtonban, a Puget-öbölben található Whidbey Island után kapta, amelyet Joseph Whidbey (1757 - 1833) brit tengerészről, felfedezőről neveztek el.
Az USS Whidbey Island-et 1981. február 9-én rendelték meg a seattle-i Lockheed Shipbuilding hajóépítő vállalattól, 1981. augusztus 4-én kezdték meg építését, 1983. június 10-én bocsátották vízre (keresztanyja Mrs. Sally Gorton, Slade Gorton szenátor felesége volt) és megrendelése után pont négy évvel, 1985. február 9-én állt szolgálatba. Első parancsnoka P. M. Muldoon volt. A hajó hivatalos mottója "Interpid Vanguard", de emellett használják még a "First in her class, First always" mottót is.

## Története

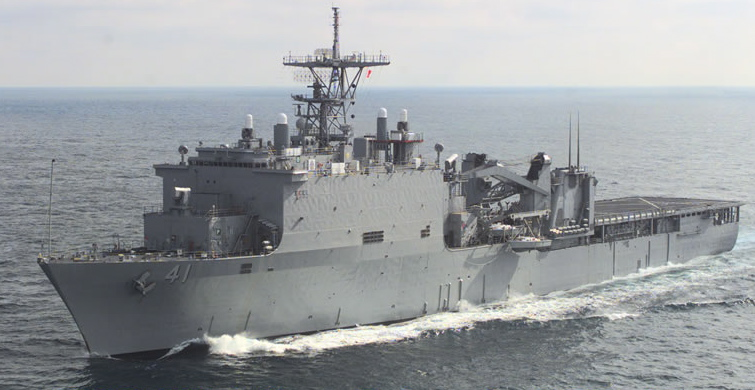
Az USS Whidbey Island oldalról - a hátsó fedélzeten jól látszik a helikopterek számára kialakított leszállófedélzet

1981. február 9-én az Egyesült Államok Haditengerészete megbízást adott a seattle-i székhelyű Lockheed Shipbuilding Company hajóépítő vállalatnak, hogy építse meg az LSD 41 sorszámú, új partraszállító dokkhajóosztály első egységét, amely a régebbi, elavult Thomaston dokkhajóosztály hajóegységeit volt hivatott felváltani. A hajó gerincét 1981. augusztus 4-én rakták le John F. Lehman haditengerészeti államtitkár jelenlétében.
Bár az épülő hajó neve USS Whidbey Island lett, az amerikai haditengerészetben már szolgált egy hasonló nevű hajó: a USS Whidbey (AG 141) szállítóhajó, amelyet a hadseregtől vásárolt meg a haditengerészet és az USA fennhatósága alatt álló tengerentúli területek ellátásához vette igénybe az 1940-es évek végétől kezdve.
A Whidbey Island dokkhajóosztályt kimondottan arra tervezték, hogy az LCAC (Landing Craft Air Cushion) légpárnás partraszállító hajókat szállítsa, illetve partraszállási hadművelet keretében egy tengerészgyalogos ezredet partra juttasson. Megépítése és szolgálatba állítása után az USS Whidbey Island részt vett a légpárnás partraszállító hajók további fejlesztését célzó kísérletekben és tesztekben 1985. július-szeptember és 1986. május-július között.

### 1986 – 1991

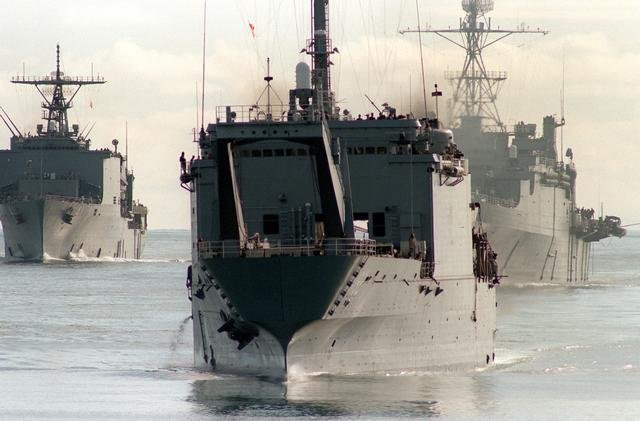
Az USS Whidbey Island a Northern Wedding hadgyakorlat során (a háttérben balra). A képen látható még a USS Spartanburg County (LST 1192) harckocsi-partraszállító hajó (az előtérben) és az USS Nashville (LPD 13), egy Austin osztályú partraszállító dokkhajó

1986. augusztusban került sor az USS Whidbey Island első bevetésére, amikor részt vett a NATO irányítása alatt zajló Northern Wedding/Bold Guard '86 hadgyakorlaton.
1987-ben a hajót a Földközi-tengerre irányították, ahol hét partraszállási gyakorlaton vett részt, és az 1987 májusában Velencében megrendezett Világgazdasági csúcstalálkozó (World Economic Summit, 13. G7 csúcs) alatt az amerikai elnök ellátóhajója (Presidential Support Ship) volt.
Második alkalommal 1988 decemberében vezényelték a Földközi-tenger térségébe, ahol a spanyol, francia és olasz haditengerészeti egységekkel közösen három nagyszabású partraszállási gyakorlatot hajtottak végre. 1989. júniusában tért vissza honi kikötőjébe (Little Creek, Virginia). Rövid pihenő után, 1989. szeptember-október során részt vett a Hugó hurrikán pusztítását követő katasztrófaelhárítási műveletekben a Karib-tenger térségében.
1990. augusztusában a MARG 3-90 (Mediterranean Amphibious Ready Group, azaz földközi-tengeri partraszálló készenléti csoport) kötelékébe vezényelték a hajót, de az Atlanti-óceánon való átkelés során utasítást kapott, hogy Libéria fővárosa, Monrovia felé vegye az irányt. Itt a Whidbey Island volt a zászlóshajója annak a különítménynek, amelyik az Operation Sharp Edge keretén belül az országban található és a polgárháború által veszélyeztetett amerikai állampolgárok kimenekítését végezte. A hadművelet 1991-ben zárul és a Whidbey Island-et a kanári-szigeteki Las Palmasba vezényelték. Ezt követően a Földközi-tenger nyugati részébe hajózott, hogy az 1991-es iraki háború során támogassa a szövetséges erőket, majd 1991. márciusában visszatért honi kikötőjébe.

### 1992 – 1997

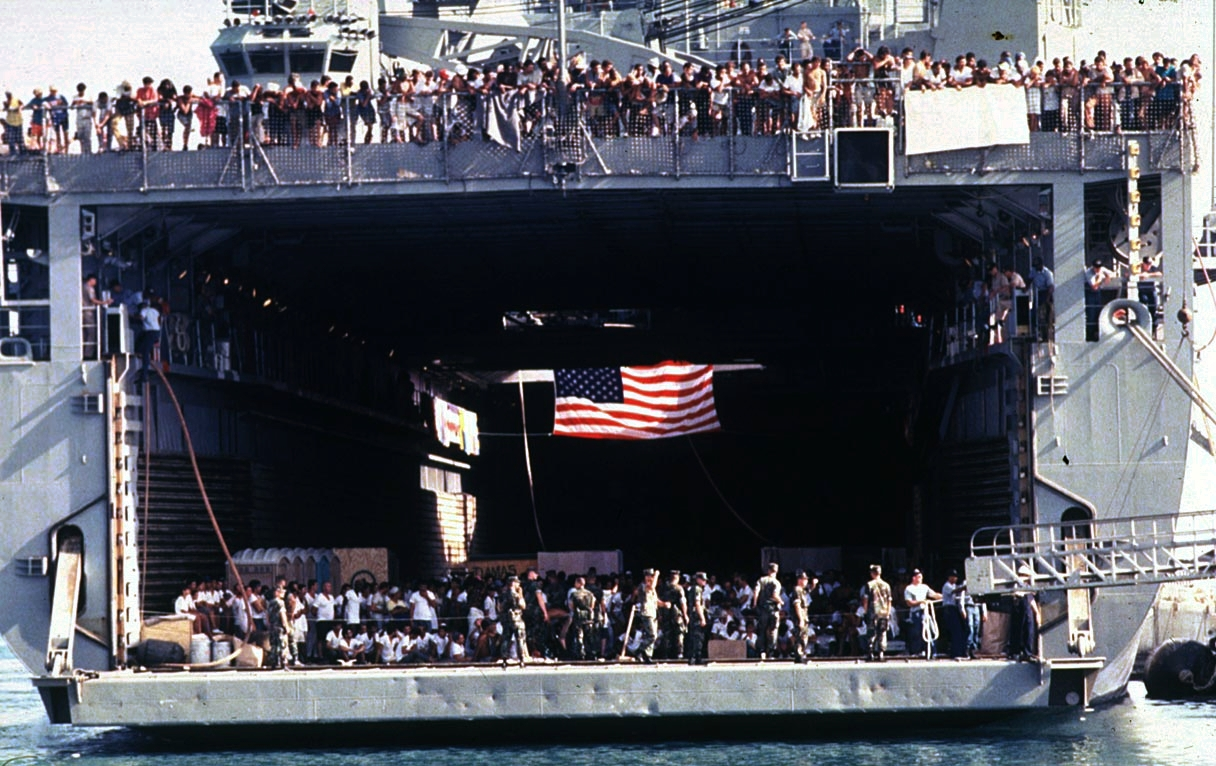
Kb. 2000 kubai menekült a Whidbey Island fedélzetén

1992. december 5-én a Whidbey Island-ot a MARG 1-92 kötelékébe vezényelték és a Fekete-tengerre hajózott, ahol számos kikötőt meglátogatott: az amerikai 6. flotta más egységeivel, az USS Inchon (LPH 12) zenekarával és más hajók képviselőivel a Whidbey Island meglátogatta a törökországi Samsun, a romániai Constanţa, a bulgáriai Burgas kikötőjét. Az USS Whidbey Island volt az első partraszállító hajó és a legnagyobb amerikai hadihajó, amelyik ekkor behajózott a Fekete-tenger vizeire, és az első amerikai hadihajó, amely Burgasban látogatást tett.
1993 januárjában az Operation Sea Signal/Able Manner hadművelet keretén belül Haiti partjaihoz vezényelték, az illegális kivándorlás elleni katonai fellépés részeként.
Még abban az évben Dél-Amerika és Nyugat-Afrika partjai mentén vett részt az UNITAS 34-93/WATC 93 műveletben, és az első partraszállító hajó lett, amely a világ legdélebbi pontján a Tűzföld térségben partraszállítási gyakorlatot hajtott végre.
1994. augusztusában a hajó részt vett a karib-tengeri Grand Turk Island 160 menekülttáborának kiürítésében, majd később közel 8100 kubai menekültet szállított át Floridába az Operation Able Vigil művelet keretén belül. Ezt követően részt vett a haiti kormány megdöntésére irányuló puccs visszaverésében és a törvényes kormány helyreállításában (Operation Uphold Democracy).
1995. elején az USS Wasp és az USS Shreveport társaságában részt vett a NATO észak-atlanti partraszállítási gyakorlatában (Exercise Strong Resolve 95). 1995. augusztus 28-án a Whidbey Island megkezdte ötödik földközi-tengeri bevetését a 26. Tengerészgyalogos Expedíciós Egység (26th MEU) részeként. Ennek keretén belül vett részt az Exercises Atlas Hinge, Odysseus 95, Noble Shirley, Bright Star és Alexander the Great fedőnevű gyakorlatokban, illetve három hónapot töltött az Adriai-tengeren a daytoni békeszerződés végrehajtását amerikai részről ellenőrző erők részeként. Ezután a hajó legénysége megkapta az Armed Forces Service Medal és a NATO Medal kitüntetéseket, 1996. februárjában hazatértek a honi kikötőbe.
1996. júniusában a Whidbey Island-en a Norfolk Shipbuilding and Drydock Company (NORSHIPCO) szárazdokkjában karbantartási és felújítási munkálatokat végeztek, ezt követően már nők is szolgálhattak a fedélzeten. 1997. július 1-jétől decemberig részt vett az Unitas 38-97 gyakorlatokon.

### 1999 – 2002

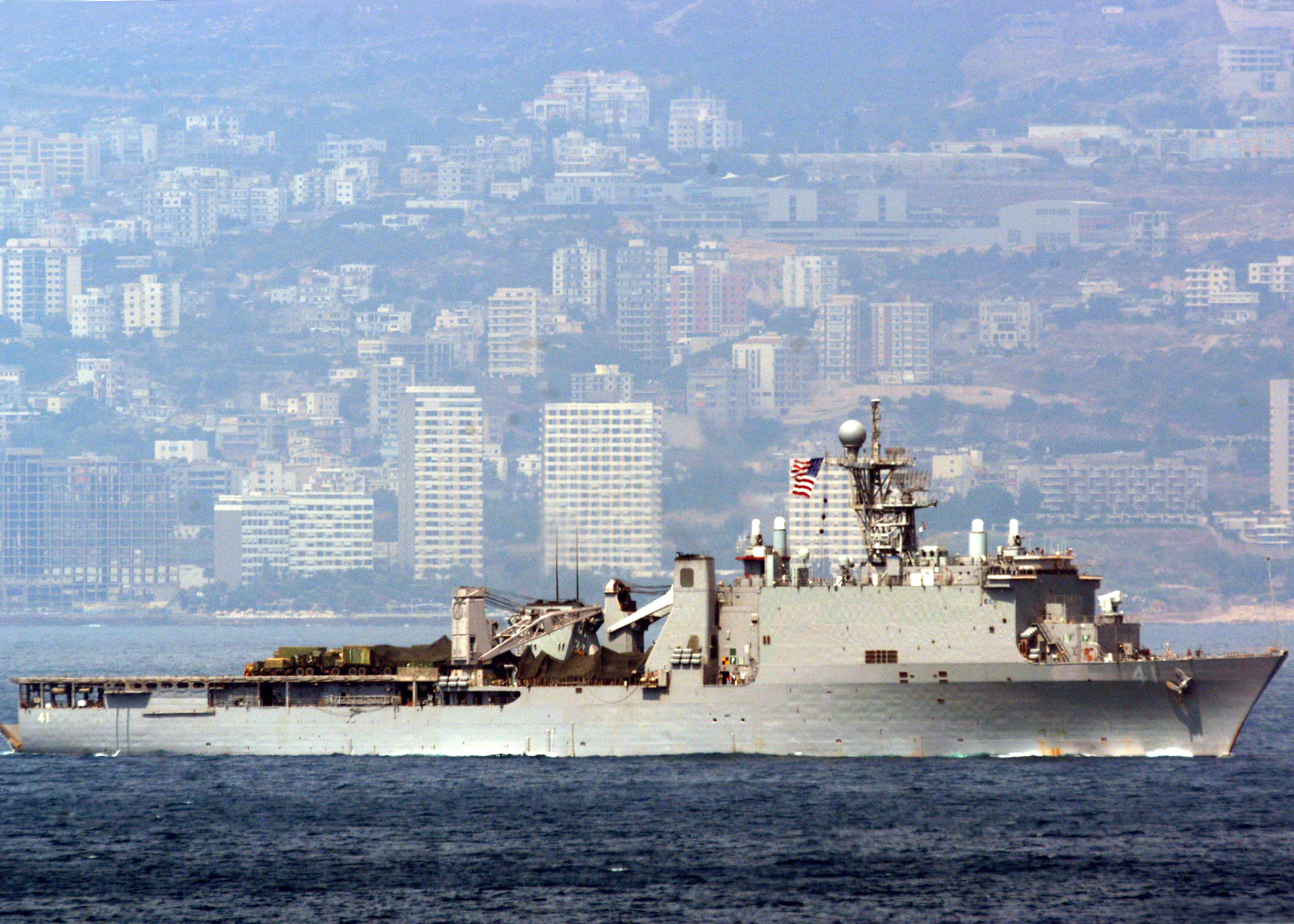
A Whidbey Island 2006-ban Libanon partjai előtt, ahonnan több, mint 14000 civil evakuálásában segédkezett

A Whidbey Island 1999. szeptember 15-én hajózott ki hatodik földközi-tengeri bevetésére. A 22. Tengerészgyalogos Expedíciós Egység (22nd MEU) erőivel együtt részt vett a Bright Star, Noble Shirley és Infinite Moonlight fedőnevű gyakorlatokon. A hadgyakorlatokat a brit, egyiptomi és jordániai fegyveres erőkkel és haditengerészeti egységeivel közösen hajtotta végre. Ezt követően a Whidbey Island átkelt a Szuezi-csatornán, meglátogatta az izraeli Haifa, majd később a török Antalya, a görög Souda Bay és a jordániai Aqaba kikötőket.
2000. május 24-én a hajó visszatért a NORSHIPCO szárazdokkjába, ahol számos korszerűsítést és módosítást hajtottak végre a hajó fegyverzetén és rendszerein. A munkálatok során szerelték fel az RIM–116 légvédelmi rakéták kilövőállásait, illetve az SSDS (Ship's Self Defense System) Mk.1 típusú légvédelmi irányító rendszerét, amely a meglévő légvédelmi ágyúkat és rakétákat integrált harcirányító rendszerré fogta össze. A hajó ezeknek köszönhetően sokkal nagyobb sikerrel tudja észlelni, követni és megsemmisíteni a beérkező hajó elleni rakétákat.
2001. június 11-én fejezték be a felújítás utáni alapkiképzést, majd egy öthetes gyakorlást követően elkezdte felkészülését a partraszálló készenléti csoportban való részvételre. 2001. szeptember 19-én, nyolc nappal a World Trade Center elleni merényletek után a Whidbey Island megkezdte hetedik földközi-tengeri bevetését - a különleges hadműveletekre felkészített 26. Tengerészgyalogos Expedíciós Egység (26th MEU/SOC) katonáival vett részt az Egyiptom partjainál végrehajtott Exercise Bright Star gyakorlaton. Ezt követően a török Marmaris kikötőjében töltött el pár napot, majd a Szuezi-csatornán keresztül a Perzsa-öböl térségébe hajózott. Az Enduring Freedom hadművelet keretén belül a Whidbey Island 123 napot töltött egyhuzamban a tengeren a 26. MEU hadműveleteinek támogatására, amely a partvonaltól 1300 kilométerre, Afganisztánban hajtott végre sikeres partraszállást.
Emellett a hajó részt vett az Operation Noble Eagle és Operation Swift Freedom hadműveletekben is.

### 2006 – 2007

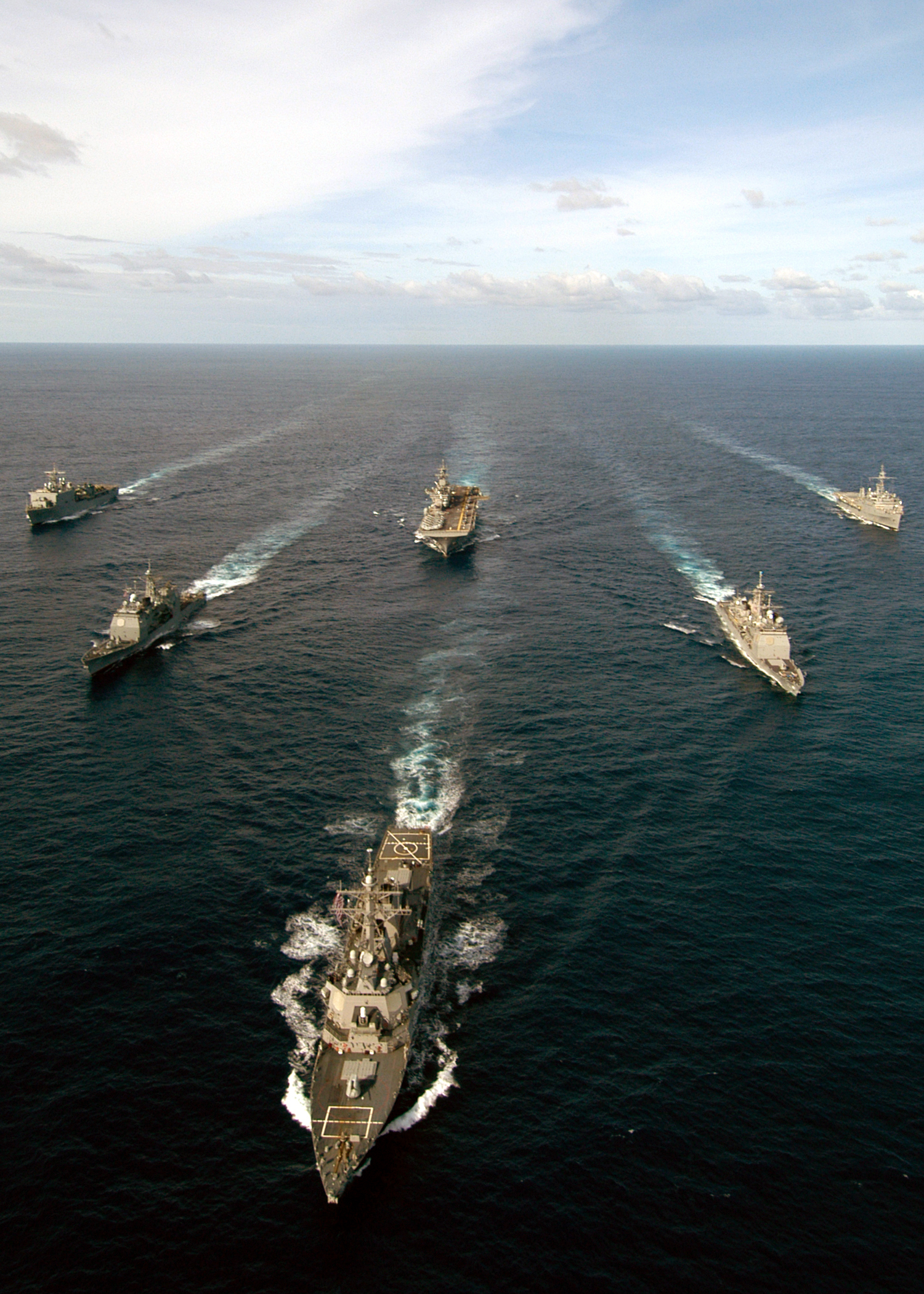
Az USS Whidbey Island (balra) az Expeditionary Strike Group Two (ESG-2) kötelékében 2004-ben az Atlanti-óceánon hajózik

2006 júniusától a Whidbey Island ismét részt vett az Enduring Freedom hadműveletben, de amíg a jordániai Aqaba kikötőben állomásozott, 2006 júliusában Libanon partjaihoz vezényelték. A Whidbey Island ezt követően részt vett az amerikai haditengerészet egyik legnagyszabásúbb mentőakciójában, amelynek során civileket evakuáltak Libanonból. Július és augusztus között 817 amerikai állampolgárt mentett ki (a művelet során összesen 14 555 személyt szállítottak közösen a USS Iwo Jima (LHD–7) légpárnás partraszálló hajóival. A mentőakciót követően ismét a Szuezi-csatorna felé vette az irányt és az 5. flotta parancsnoksága alatt részt vett a 24. Tengerészgyalogos Expedíciós Egység (24th MEU) bahreini partraszállításában.
A partraszállás után a Perzsa-öböl északi részébe vezényelték, ahol a hajó egyfajta úszó előretolt báziskén szolgált, illetve feladata volt még a KAAOT és ABOT tengeri olajfúrótornyok védelme. 2006. novemberében Civitavecchia (Olaszország) és Tunisz (Tunézia érintésével visszatért honi kikötőjébe. 2007. februárban, az előző évben nyújtott teljesítménye elismeréseként a hajó megkapta a Battle Effectiveness Award-ot.
2007. októberében Szomália partjaihoz vezényelték, ahol kíséretet biztosított az Al Mardzsan kereskedelmi hajónak, amelyet a szomáliai kalózok 2007. december 2-án engedtek el.

### 2008 – 2009

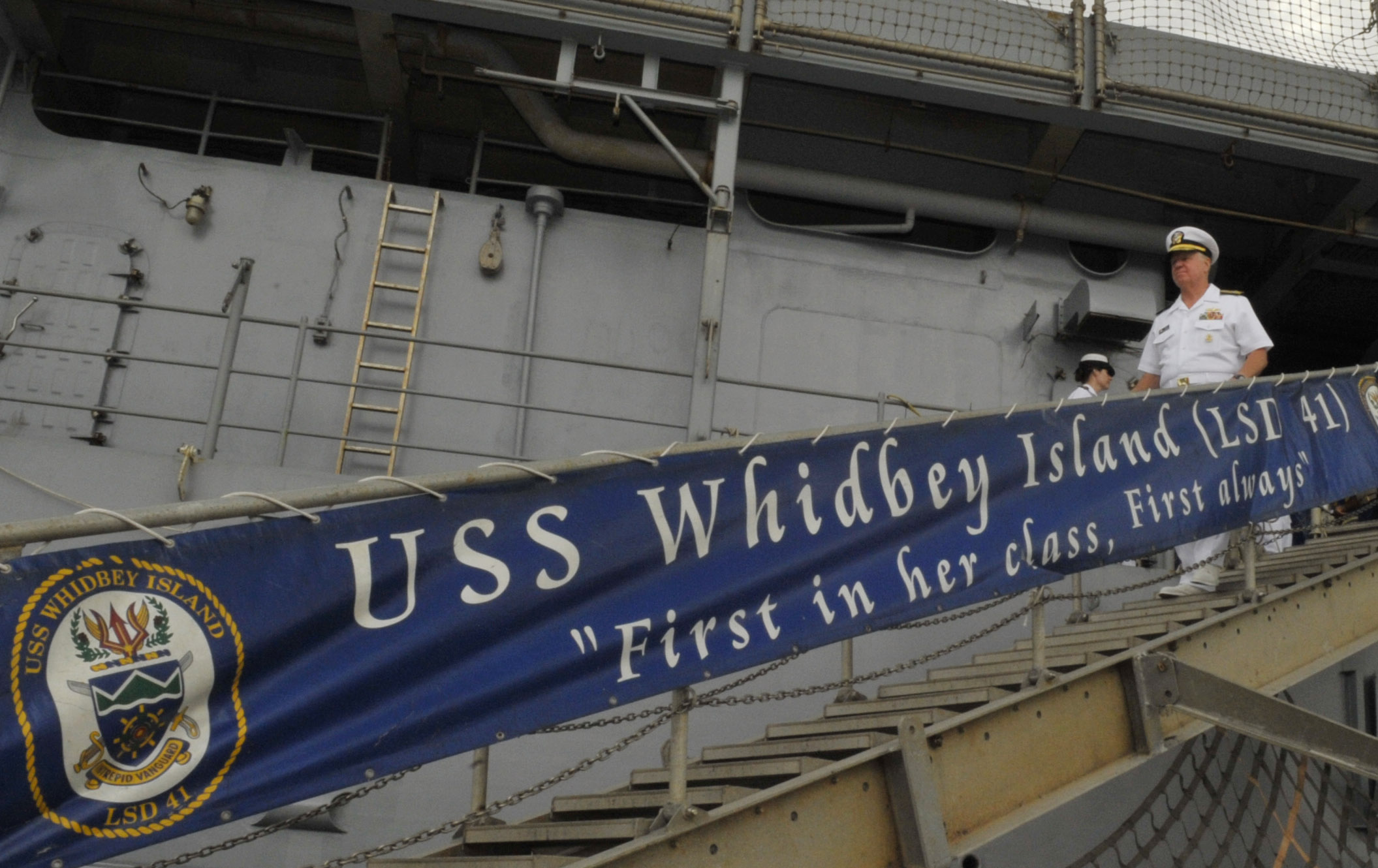
Gary Roughead admirális, az amerikai haditengerészet parancsnoka, látogatást tesz a Whidbey Island fedélzetén, 2010. július

2008-ban a hajó továbbra is a Perzsa-öböl térségében volt. Az amerikai haditengerészet 2008. január 11-i közleménye szerint a Whidbey Island előző év decemberében figyelmeztető lövéseket adott le egy kis iráni halászhajó felé, amely a Hormuzi-szorosban túlságosan megközelítette. Az iráni hajó a lövések után visszafordult.

### Leszerelése 2014-ben
A Haditengerészet 2013-2017. közötti költségvetési terve alapján a Whidbey Island-et 2014-ben kivonják az aktív szolgálatból és tartalékba helyezik.

## Fordítás
- Ez a szócikk részben vagy egészben  az   USS Whidbey Island (LSD-41) című angol Wikipédia-szócikk fordításán alapul.  Az eredeti cikk szerkesztőit annak laptörténete sorolja fel. Ez a jelzés csupán a megfogalmazás eredetét és a szerzői jogokat jelzi, nem szolgál a cikkben szereplő információk forrásmegjelöléseként.

## Külső hivatkozások
- USS Whidbey Island hivatalos weblapja Archiválva 2011. szeptember 27-i dátummal a Wayback Machine-ben
- Az USS WHIDBEY ISLAND új weboldala (jelenleg fejlesztés alatt)[halott link]
- navsource.org: USS Whidbey Island
- nvr.navy.mil: USS Whidbey Island
- navysite.de: USS Whidbey Island